# Jeremy Blaustein
Jeremy Blaustein (Long Island, 7 giugno 1966) è un traduttore statunitense.
Presidente e fondatore della Zpang, ha lavorato per Konami alla localizzazione inglese di Snatcher, Metal Gear Solid, Silent Hill 2 e Suikoden II.
Ha inoltre collaborato nella traduzione di Dark Chronicle, Phoenix Wright: Ace Attorney - Trials and Tribulations, Shadow Hearts: Covenant e Valkyrie Profile. È fratello di Maddie Blaustein.